# Max-Josef-Metzger-Platz
Der Max-Josef-Metzger-Platz ist ein Stadtplatz mit Parkcharakter im Berliner Ortsteil Wedding. Der dreieckige Platz entstand im Jahr 1862 nach Plänen des Stadtbaurates James Hobrecht und wird heute im Westen begrenzt durch die Müllerstraße, im Norden durch die Gerichtstraße und im Osten durch einen befestigten Weg, der die Müllerstraße mit der Gerichtstraße verbindet. Seit dem 21. April 1994 trägt der Platz seinen Namen im Gedenken an Pfarrer Max Josef Metzger (1887–1944).

## Geschichte
Im Bereich zwischen den Landwegen nach Tegel (Müllerstraße) und Reinickendorf (Reinickendorfer Straße) und einem Feldweg, der heutigen Gerichtstraße, befand sich im 19. Jahrhundert noch eine zusammenhängende Ackerfläche, die auch mit der niederen königlichen Jagdgerechtigkeit (Hasen, Füchse, Rehwild, Rebhühner) belegt war. Zudem standen auf dem hügeligen Gelände drei Windmühlen, die der Müllerstraße u. a. ihren Namen gaben. Die Fläche wurde seit 1822 von dem Gärtner M. F. Freudenberg landwirtschaftlich genutzt.

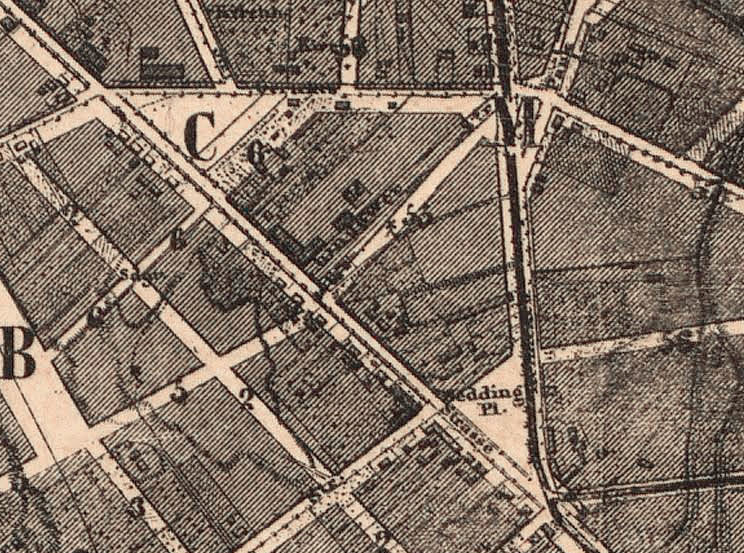
Platz C, Abt. X/1 im Nordwesten der zuvor landwirtschaftlich genutzten Fläche im Hobrechtplan, im Südosten der Weddingplatz

Mit dem Hobrecht-Plan von 1862 wurde die ländliche Gegend mit der typischen Berliner Blockrandbebauung beplant. Von der ehemals landwirtschaftlich genutzten Fläche blieben nur der heutige Dreiecksplatz (Arbeitstitel: Platz C, Abt. X/1) sowie der Weddingplatz als Freifläche erhalten. Die zunehmende Bebauung des Weddings führte zu wachsenden Verwüstungen auf dem Grundstück des noch landwirtschaftlich genutzten Platzes. Insbesondere die Schüler der nahegelegenen Schule ließen sich durch Dornenhecken, Bretterzäune, Wassergräben und Erdwälle nicht davon abhalten, die Ernte zu stehlen.
Im Jahr 1875 erwarb der Magistrat das Grundstück. Ein Teil hatte wegen seiner tieferen Lage nur noch als Auffangbecken für Abwasser gedient. Die Polizei beantragte daher aus hygienischen und ästhetischen Gründen eine Grünfläche anzulegen. Der Gartenbaudirektor Gustav Meyer erhielt den Auftrag, die nutzbare Fläche als Schmuckplatz zu gestalten. Da der fertiggestellte Platz keinen Namen hatte, hieß er im Volksmund „Lausepark“ oder einfach „Meyerpark“. Am 3. Dezember 1887 erhielt er auf Wunsch des Bürgermeisters Wilhelm Griebenow den Namen Courbièreplatz nach dem preußischen Generalfeldmarschall Wilhelm René de l’Homme de Courbière, der sich 1807 während des allgemeinen Zusammenbruchs Preußens durch die erfolgreiche Verteidigung der Festung Graudenz gegen die Truppen Napoleons ausgezeichnet hatte. Durch die Erbschaft des Regierungsbeamten Edwin Fischer konnte 1920/21 im nordöstlichen Bereich ein Kinderspielplatz angelegt werden.
Nachdem der Platz im Zweiten Weltkrieg zerstört worden war, fungierte der ehemalige Schmuckplatz als Müllkippe und Schuttplatz. Unter anderem wurden hier auch Waffen und Munition entsorgt, sodass bei der Umgestaltung 2017 noch mindestens 250 Kilogramm Munition, Waffen, Granaten und Brandbomben gefunden wurden. 1949/50 wurde mit der Neuplanung begonnen. Der Weddinger Gartendirektor Günther Rieck ergänzte den noch erkennbaren Meyerschen Grundriss durch Gestaltungselemente der 1920er Jahre. Die vormals nach barocken und landschaftlichen Vorbildern gestaltete Anlage wurde nun zur funktionalen Grünanlage.
Im Jahr 1970 erhielt der Platz durch Gerhard Croon im Wesentlichen seine heutige Gestalt. Das Konzept im Stil der 1950er und 1960er Jahre trennt Blumenbeete, Liegewiese, Spiel- und Ruhebereiche durch orthogonale Wegeführung klar nach ihrer Funktion. Der letzte Umbau erfolgte Anfang der 1980er Jahre im Bereich des Kinderspielplatzes. Zum Anlass des 50. Todestages des Priesters Max Josef Metzger, der in den Kriegsjahren im Wedding gelebt und in der benachbarten Kirche St. Joseph gewirkt hatte und am 17. April 1944 von den Nationalsozialisten ermordet wurde, erhielt der Platz am 21. April 1994 den Namen Max-Josef-Metzger-Platz.

## Trümmerstele und Gedenkstein

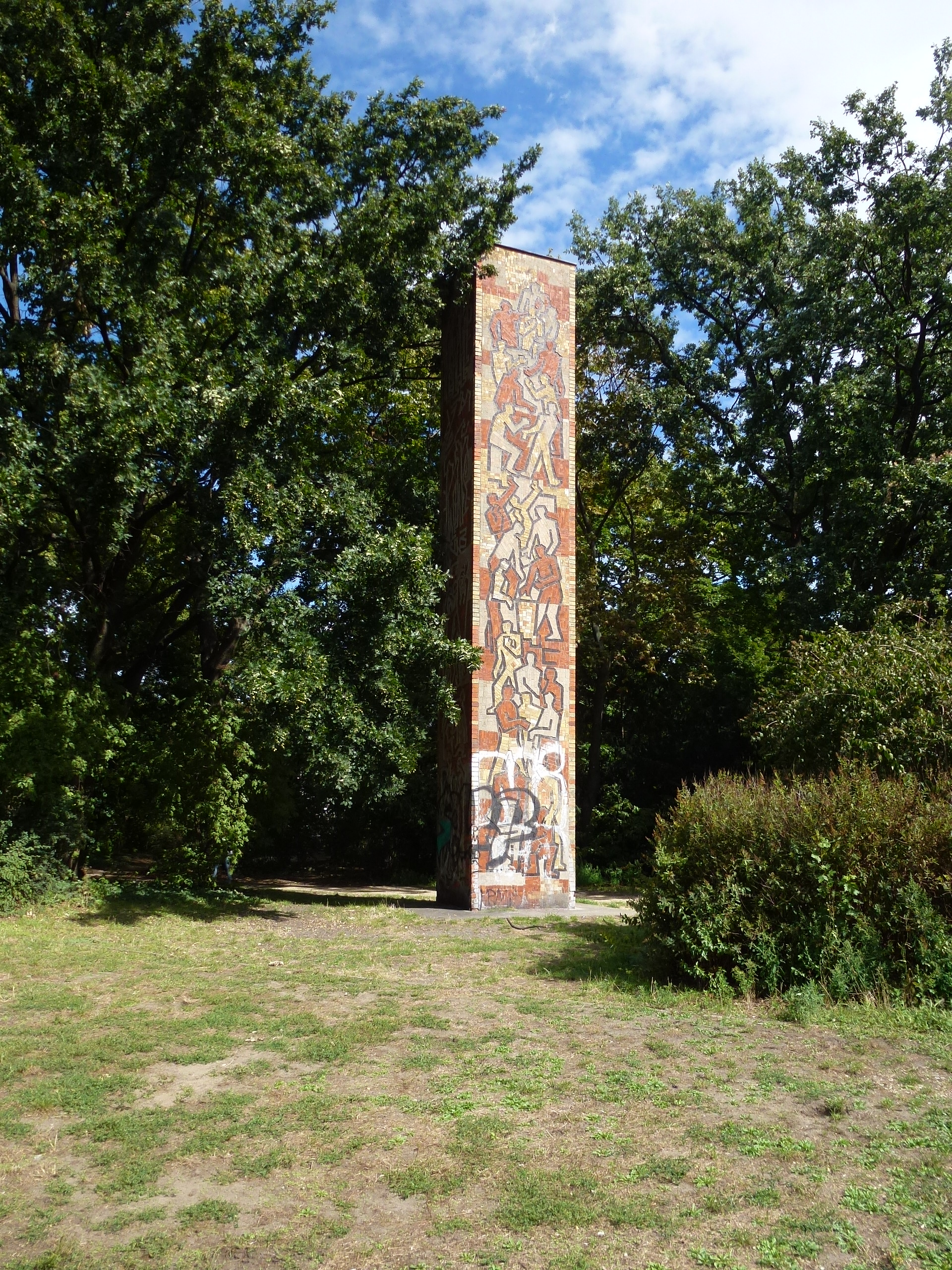
Trümmerfrauen-Stele

Zur Neugestaltung in den 1950er Jahren gehörte die zwölf Meter hohe Trümmersäule von Gerhard Schultze-Seehof, die mit 40.000 Mosaiksteinen aus Trümmerschutt die damalige Vorstellung von Sklaverei, Zerstörung, Aufbau bzw. Wiederaufbau Berlins und Demokratie widerspiegeln soll, jeweils auf einer Seite der Stele dargestellt. Sie erinnert ebenfalls an den Volksaufstand in der DDR am 17. Juni 1953, als Arbeiter aus Hennigsdorf durch die Weddinger Müllerstraße in Richtung Ost-Berlin gezogen waren.
Die Stele entstand aus abgeklopften Ziegelsteinen in den Farben Weiß, Gelb, Rot und rußiges Schwarz von kriegszerstörten abgerissenen Häusern der näheren Umgebung. Den Namen Trümmerstele erhielt sie bei ihrer amtlichen Einweihung durch den damaligen Weddinger Bürgermeister Walter Röber am 20. Juni 1954. Der Name bezieht sich sowohl auf das Baumaterial als auch auf den Anlass, denn bei der Einweihung wurden ausdrücklich die Aufbauleistungen der Trümmerfrauen hervorgehoben.

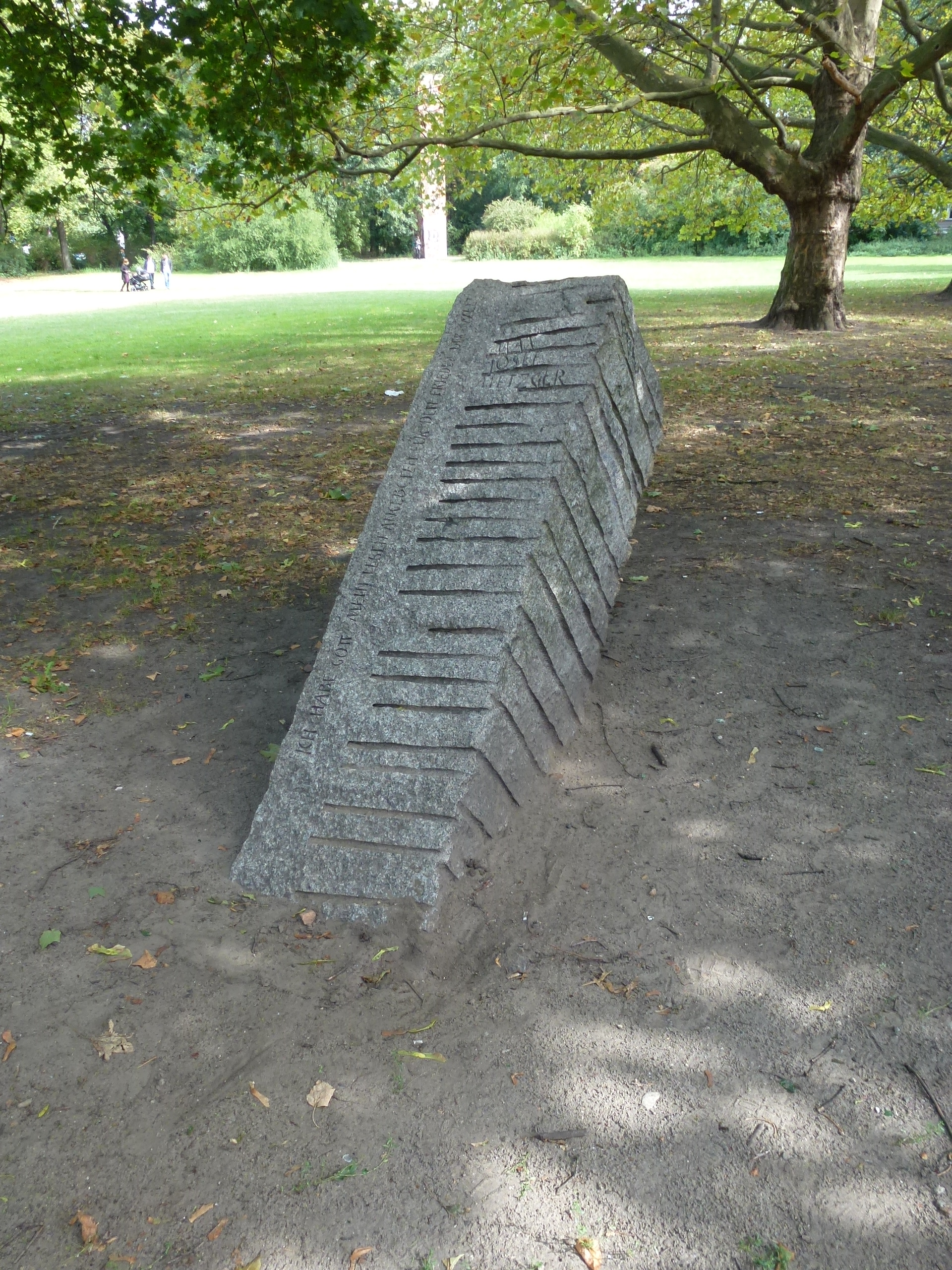
Gedenkstein für Metzger

Für den Namensgeber des Platzes wurde ein weiterer Gedenkstein enthüllt, der von dem Berliner Künstler Ajit Kai Dräger entworfen und gestaltet wurde. Eine schräg aus dem Boden ragende viereckige Säule aus Granit trägt ein Zitat von Metzger: „Ich habe Gott mein Leben angeboten für den Frieden der Welt.“

## Der Platz nach der Neugestaltung 2017–2019
In den 2010er Jahren entstanden Überlegungen, den Platz neu zu gestalten. Für die Sanierung standen im Rahmen des Förderprogramms Aktive Zentren eine Million Euro zur Verfügung. Im Januar 2015 wurde ein öffentlicher Wettbewerb zur Neugestaltung des Platzes ausgeschrieben, woraufhin im Oktober 2015 der Entwurf der Landschaftsarchitekten bgmr aus Berlin und Leipzig „zur Realisierung empfohlen“ wurde. Der Gedenkstein und die Trümmerstele sollten bestehen bleiben.
Bis Mitte 2017 waren die Sanierungskosten auf 2,5 Millionen Euro angestiegen, vor allem wegen der Beräumung von Kampfmitteln und der Altlastenentsorgung.
In der Pressemitteilung des Bezirksamts Mitte Nr. 415/2017 vom 29. September 2017 informierten Bezirksstadträtin Sabine Weißler und Bezirksstadtrat Ephraim Gothe: „Nach den Verzögerungen durch die umfangreiche Beräumung von Kampfmitteln und der Altlastenentsorgung werden die Baumaßnahmen zur Neugestaltung des Max-Josef-Metzger-Platzes in der 41. Kalenderwoche beginnen. Für den Bau bedeutet die vorhandene Kampfmittelbelastung weiter ein abgestimmtes Arbeiten zwischen der beauftragten Landschaftsbaufirma und den beauftragten Feuerwerkern.“
Nach Abschluss der vorbereitenden Arbeiten begannen im Oktober 2017 die Baumaßnahmen zur Neugestaltung nach dem Konzept des Landschaftsarchitekturbüros bgmr unter dem Motto „Beweg Dich Max!“ – Ein grüner Platzraum in Bewegung.
Dominierend auf dem dreieckigen Platz mit dem Charakter eines Parks ist nach der Neueröffnung am 6. Juni 2019 die große Wiese mit der weithin sichtbaren Trümmerstele und dem wertvollen erhaltenen Baumbestand. Ein Teil im nordöstlichen Bereich ist als Liegewiese eingezäunt. Dort befinden sich um einige Bäume Holzpodeste, die als Sitzgelegenheiten dienen, auf denen aber auch einige botanische und andere Informationen zu sehen sind.
Eine am Hauptweg zu Beginn des 21. Jahrhunderts aufgestellte Informationstafel, die Hinweise auf den Namensgeber des Platzes und auf einige der angepflanzten Gewächse gab und auf der die Standorte der Stelen ersichtlich waren, wurde nicht wieder aufgestellt.
Um die zentrale Grünfläche herum gibt es verschiedene Angebote für unterschiedliche Nutzergruppen. Im Nordosten wurde der Spielplatz unter Verwendung historischer Materialien so gestaltet, dass er die Kinder zu verschiedenen Aktivitäten anregt. Im Nordwesten an der Müllerstraße bietet ein bekletterbares Objekt Aktionsmöglichkeiten für Kinder und Jugendliche. Am westlichen Platzrand an der Müllerstraße laden, wie auch an anderen Stellen am Platzrand, Bänke zum Verweilen mit Blick über die Grünanlage ein.
Hier, wo man auch den Gedenkstein für Metzger auf der Wiese im Blick hat, sind  vier Tafeln in den Boden eingelassen, eine mit dem Porträtrelief Metzgers und den Worten „Max Josef Metzger – Priester, Pazifist, Märtyrer“, eine mit dem Titel „Max Josef Metzger – Stationen seines Lebens“, die neben der Lebenschronologie die Orte seines Lebens im Relief, geografisch eingeordnet, aufführt, und zwei Tafeln mit der Überschrift „Max Josef Metzger – Glaube und Wirken. Priester, Pazifist und Wegbereiter der Ökumene“ mit entsprechenden Texten.
Einige Schritte nach Süden befindet sich ein Trinkbrunnen. In seinem Beitrag „Max-Josef-Metzger-Platz vielfältig nutzbar“ meint der Autor Roland Schnell: „Das würde den Alkoholgegner Metzger sicher freuen, dass hier jeder kostenlos seinen Durst stillen kann,…“
Überhaupt hat die Platzgestaltung viel mit Metzgers Wirken zu tun, der als katholischer Priester vor allem soziale Arbeit leistete.  
Am Innenrand des befestigten Weges um den Platz ist eine Laufstrecke aus Gussasphalt angelegt. Auf ihr sind nicht nur Meterangaben aufgetragen, sondern auch Übungsaufforderungen in Deutsch und Esperanto. Das verweist darauf, dass Metzger sein Engagement für Frieden, Ökumene und Demokratie mit der Verwendung der internationalen Sprache Esperanto und ihrer Verbreitung verband.
Am südöstlichen Platzrand neben dem Verbindungsweg von der Müllerstraße zur Gerichtstraße vor dem Gebäude des Job-Centers Mitte lädt die „Turnbar“ zu Kraft- und Ausdauerübungen ein. Auf einer Tafel werden Übungen beschrieben, die hier möglich sind, und Sicherheitshinweise gegeben.
Auf den befestigten und zum Teil begradigten und besser beleuchteten Patzrändern gibt es weitere Angebote wie die Boulefläche, Tischtennisplatten und Trampolin. Kleinsteinpflasterflächen erweitern den Gehwegoberstreifen in die Platzfläche hinein. Sie werden durch begrünte Bauminseln, Sitzbereiche und Spielelemente gegliedert.
Die vor der Neugestaltung unübersichtliche Wegeführung  ist nun übersichtlicher.
Die angrenzenden Wohnquartiere sind besser erreichbar, auch der Kulturstandort „silent green“ (ehemals: Krematorium) in der Gerichtstraße 35 und das Job-Center Mitte, Standort Wedding, Müllerstraße 16.
Für die Wedding-Grundschule an der Ruheplatzstraße Ecke Antonstraße und die Leo-Lionni-Grundschule, Müllerstraße 158 erschließt der neu gestaltete Platz weitere Möglichkeiten für Sport, Spiel und Freizeit.